# Sassche Gat
Het Sassche Gat (ook: Sasse Gat, Sassche Vaart, Canaal van het Sas of Papegeule) was een zeegeul in de Nederlandse provincie Zeeland die van Philippine naar Sas van Gent liep. Ze stond in verbinding met de Braakman.
In verband met de aanleg van het Kanaal Gent-Terneuzen werd het Sassche Gat in 1826 afgedamd nabij de Oude Papeschorpolder. Hierna begon het Sassche Gat te verzanden en werd het geleidelijk ingepolderd.